# Bradycellus subcordatus
Bradycellus subcordatus är en skalbaggsart som beskrevs av Maximilien de Chaudoir. Bradycellus subcordatus ingår i släktet Bradycellus och familjen jordlöpare. Inga underarter finns listade i Catalogue of Life.